# Casalini (azienda)
La Casalini è una casa automobilistica e motociclistica italiana, conosciuta soprattutto per la produzione di piccole autovetture a due posti: le cosiddette minicar o vetturette, (per la normativa italiana quadricicli leggeri).

## Storia

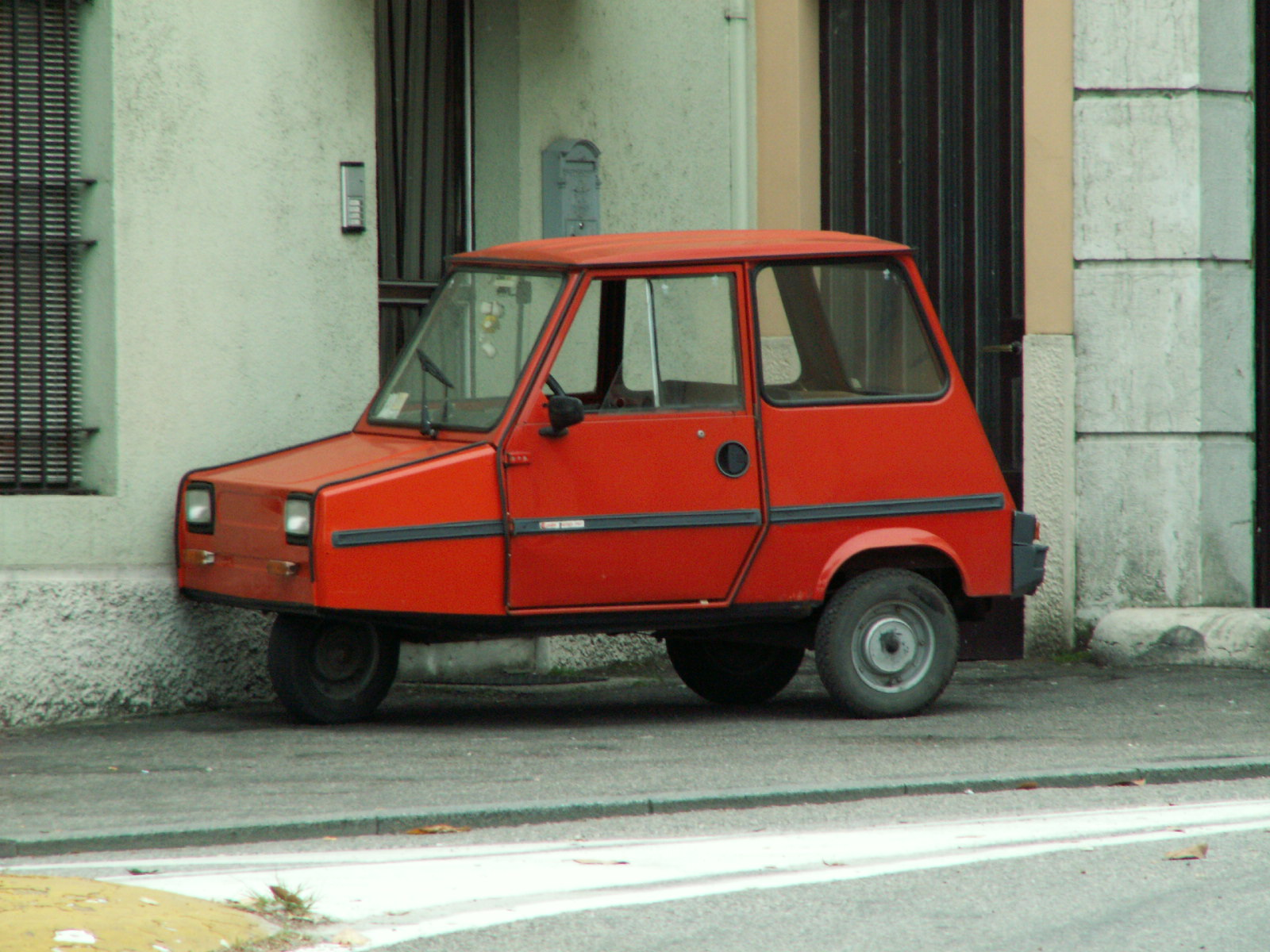
Un Sulky

L'azienda fu fondata nel 1939 a Piacenza e fino al 1969 produsse prima macchine per fare la pasta, poi motociclette e motocarri.
Dal 1994, dal ricevimento italiano della direttiva europea CE 92/61, ha iniziato a produrre quadricicli leggeri, di cui il primo modello fu il Kore 500. L'evoluzione tecnica ed estetica di questo veicolo si è chiamata Sulkyydea (1996), Ydea (2000), Sulkydea LV (2004), Sulky (2008), M10 (2010), M12 (2012), M14 (2014) e M14.2 (2016) e M20 (2018).
Dopo avere ottenuto l'omologazione europea il 24 novembre 2010, a partire dal 2011 Casalini ha introdotto sul mercato il primo quadriciclo leggero dotato di sistema anti bloccaggio (meglio noto come ABS).

## Prodotti

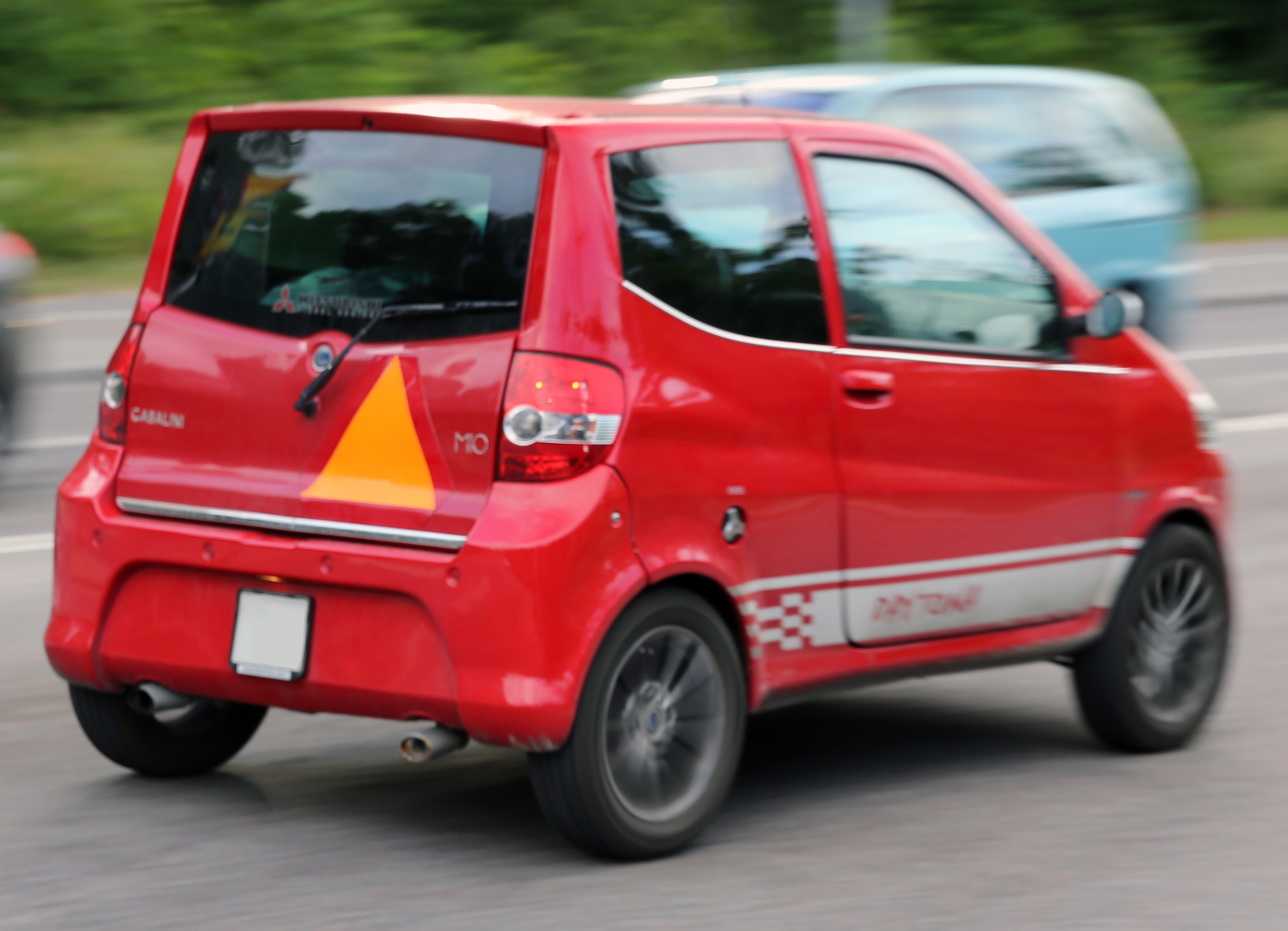
Una Casalini M10

Il primo veicolo prodotto è stato il motociclo David con motore 50 da cui sono stati ricavati vari motofurgoni prodotti fino al 1969.
Dal 1970 è stata prodotta la Casalini Sulky, vetturetta a tre ruote che ha conseguito un discreto successo commerciale. Dal 1994 venne offerta in versione a quattro ruote.
Nel 1996 nasce la Casalini Ydea, prima “microcar” moderna destinata ai quattordicenni diretta concorrente dei modelli Aixam e Chatenet. Dalla Ydea saranno ricavate anche versioni commerciali con cassone.
Tra i prodotti più recenti vi è la microcar chiamata M10 e due mezzi commerciali. Tutti i mezzi sono equipaggiati con motori Mitsubishi. Ad essi si è affiancata la produzione di due veicoli da trasporto e tempo libero: come  Kerry e Pickup.
Nel 2015 viene presentata la M14, erede della M10 dalla quale eredita il telaio, equipaggiata con motori Mitsubishi e introduce per la prima volta anche l’impianto di navigazione.